# Borås (stad)
Borås is een plaats in de gemeente Borås in het landschap Västergötland en de provincie Västra Götalands län in Zweden. De plaats heeft 63.441 inwoners (2005) en een oppervlakte van 2961 hectare. Borås is daarmee de op een na grootste stad in Västergötland. Er zijn onder andere een universiteit en een dierentuin gevestigd.

## Geografie
Borås is gelegen op een punt waar twee spoorwegen elkaar kruisen, waaronder de spoorlijn tussen Göteborg en Kalmar. De stad wordt beschouwd als de stad in Zweden die het meest heeft kunnen profiteren van de aanleg van de Zweedse spoorwegen in de periode 1870-1910.

## Geschiedenis
Borås kreeg stadsrechten in 1621 om marskramers uit de streek een legale plaats te bieden om handel te drijven, wat in die tijd alleen binnen de steden toegestaan was. De stad ontwikkelde zich direct sterk. Na een eeuw waren er al 2000 inwoners meer.
Vier keer werd de stad door brand geteisterd: in 1681, 1727, 1822 en 1827. De Carolikerk is het oudste gebouw van de stad; het doorstond alle branden.

## Verkeer en vervoer
Bij de plaats lopen de Riksväg 27, Riksväg 40, Riksväg 41, Riksväg 42 en Länsväg 180.
De plaats heeft een station aan de spoorlijnen Borås - Herrljunga, Uddevalla - Borås, Göteborg - Kalmar / Karlskrona en Borås - Varberg.

## Industrie
Borås is de voornaamste textielstad van Zweden; eerst werden er textielfabrieken gevestigd en later kozen veel postorderbedrijven de stad als vestigingsplaats. Begin jaren 50 waren er zo'n 100 van dergelijke bedrijven in de stad. Sommige van deze ondernemingen groeiden hard en behoren nu tot de grootste bedrijven in Zweden. Het gemeentewapen bevat een schaar om het belang van textiel voor de stad te onderstrepen.

## Sport
In Borås speelt de voetbalclub IF Elfsborg. IF Elfsborg werd in 2012 voor de zesde keer kampioen in de hoogste Zweedse voetbalcompetitie, de Allsvenskan. De club deelt de Borås Arena met Norrby IF.

## Geboren in Borås
- Eric Ericson (1918-2013), koordirigent
- Ingvar Carlsson (1934), voormalig minister-president
- Hans Alsér (1942-1977), tafeltennisser
- Christer Björkman (1957), zanger
- Patrik Sjöland (1971), golfprofessional
- Magnus Carlsson (1974), popzanger
- Fredrik Berglund (1979), voetballer
- Johan Wiland (1981), voetballer
- Elena Paparizou (1982), Griekse zangeres en winnares van het Eurovisiesongfestival 2005
- Johanna Almgren (1984), voetbalster
- Daniel Brennare, gitarist van Lake of Tears
- Mikael Larsson, zangers en gitarist van Lake of Tears
- Aron Ekberg (1991), diskjockey
- Sebastian Holmén (1992), voetballer
- Tilda Lindstam (1993), model
- Wiktoria Johansson (1996), zangeres

## Afbeeldingen

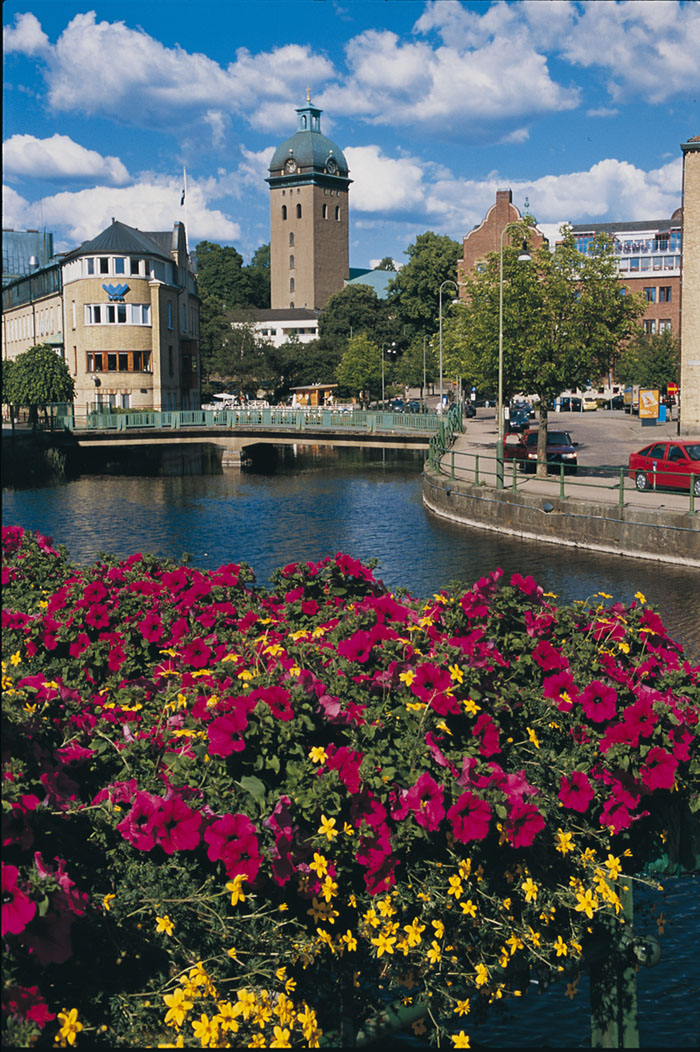
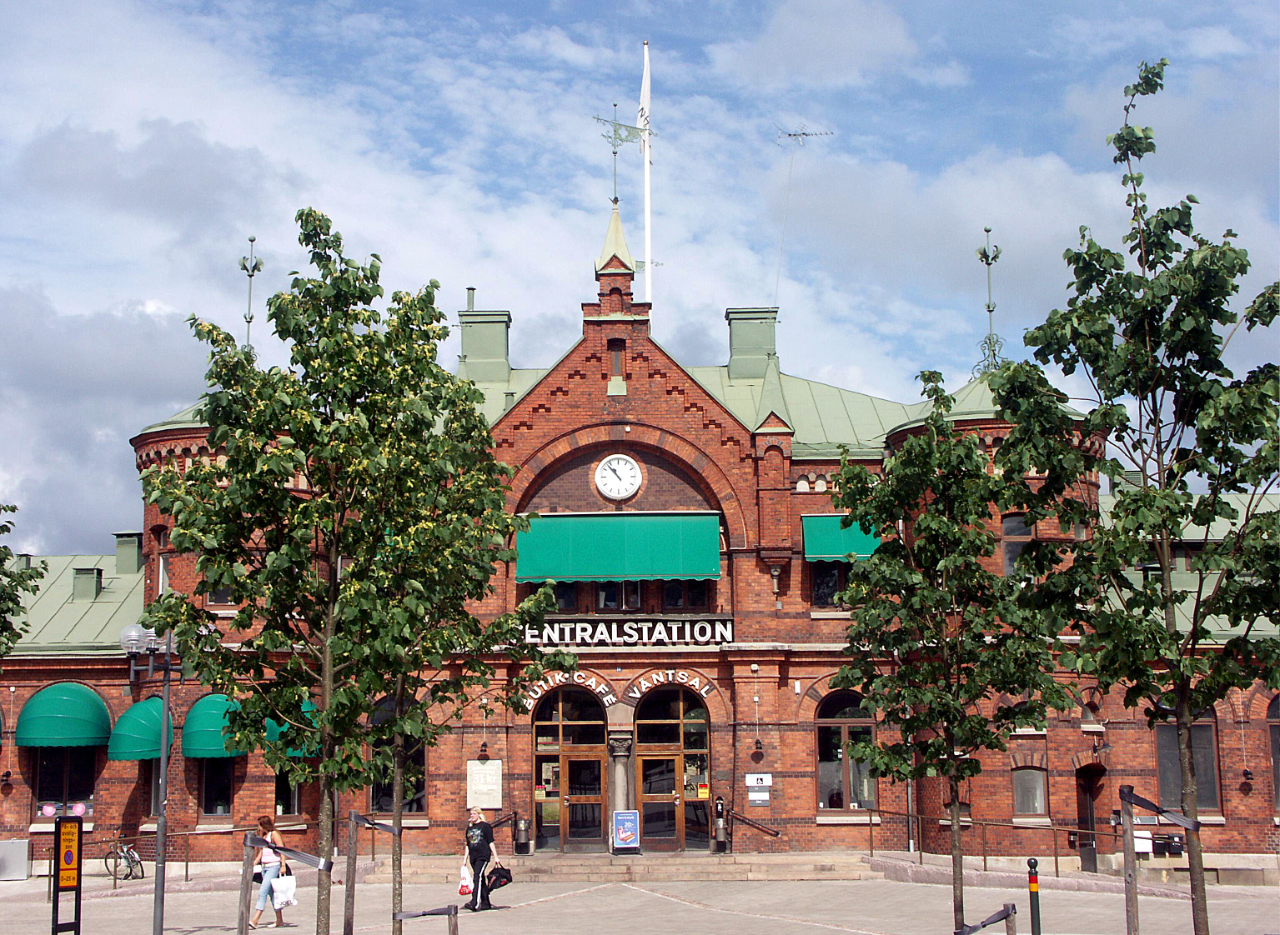
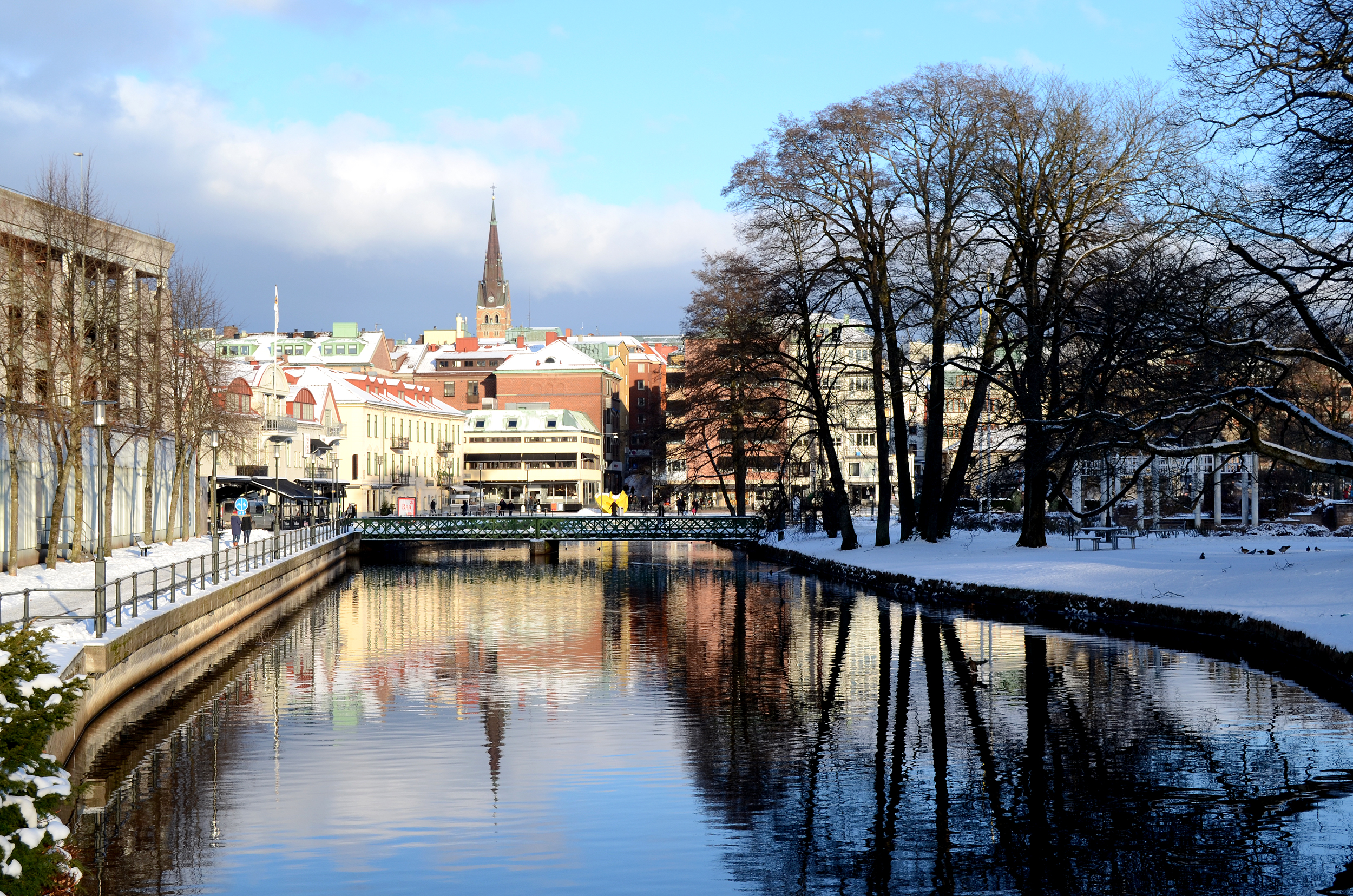
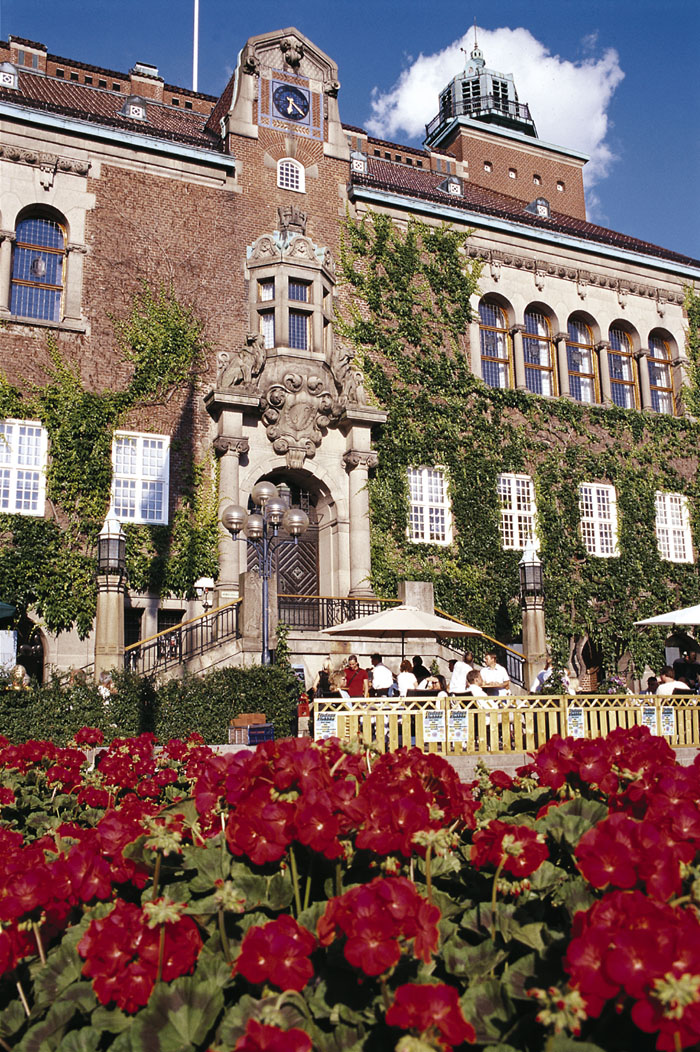
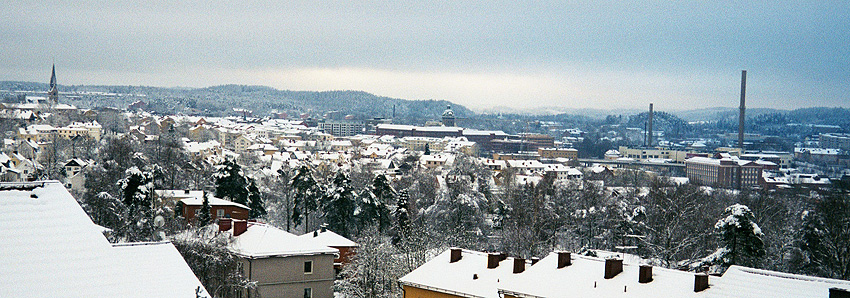
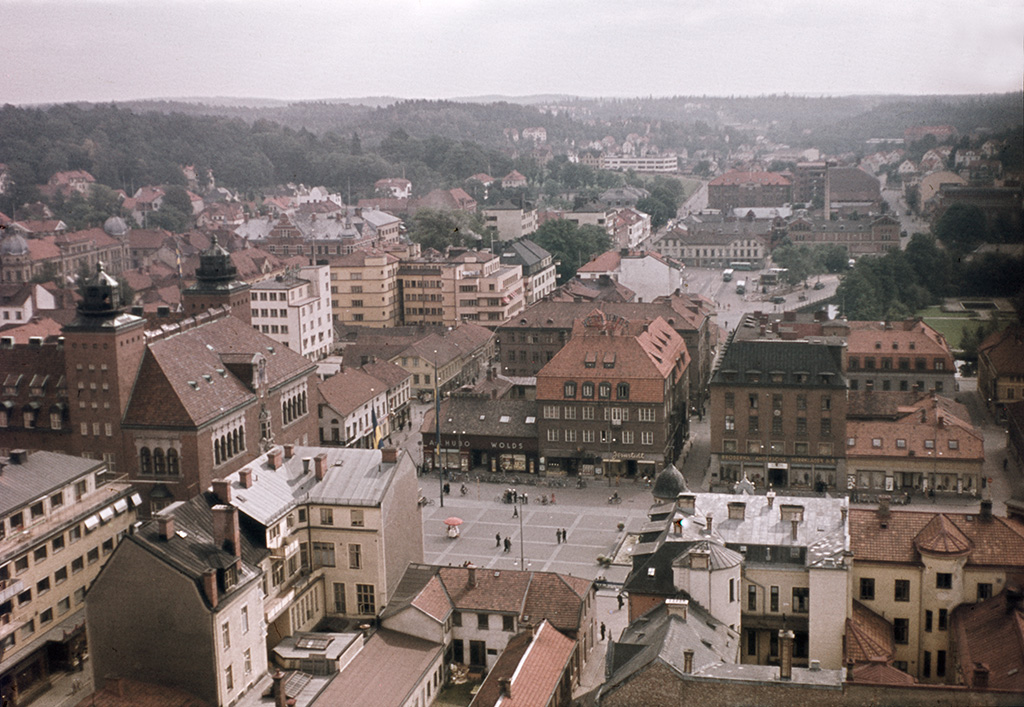
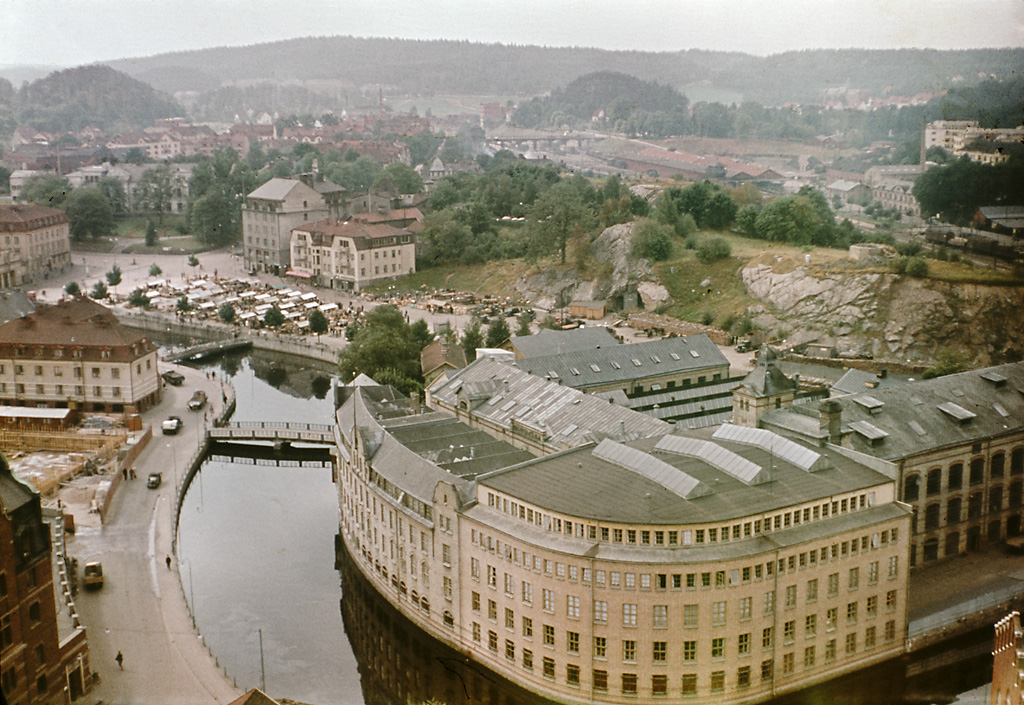